# Nubia
Nubia is een plaats (frazione) tussen Trapani en Marsala behorend tot de gemeente Paceco. Nubia ligt ten zuiden van de zoutvelden en het natuurreservaat Riserva naturale integrale Saline di Trapani e Paceco. Het zoutmuseum (Museo del Sale) is hier gevestigd.

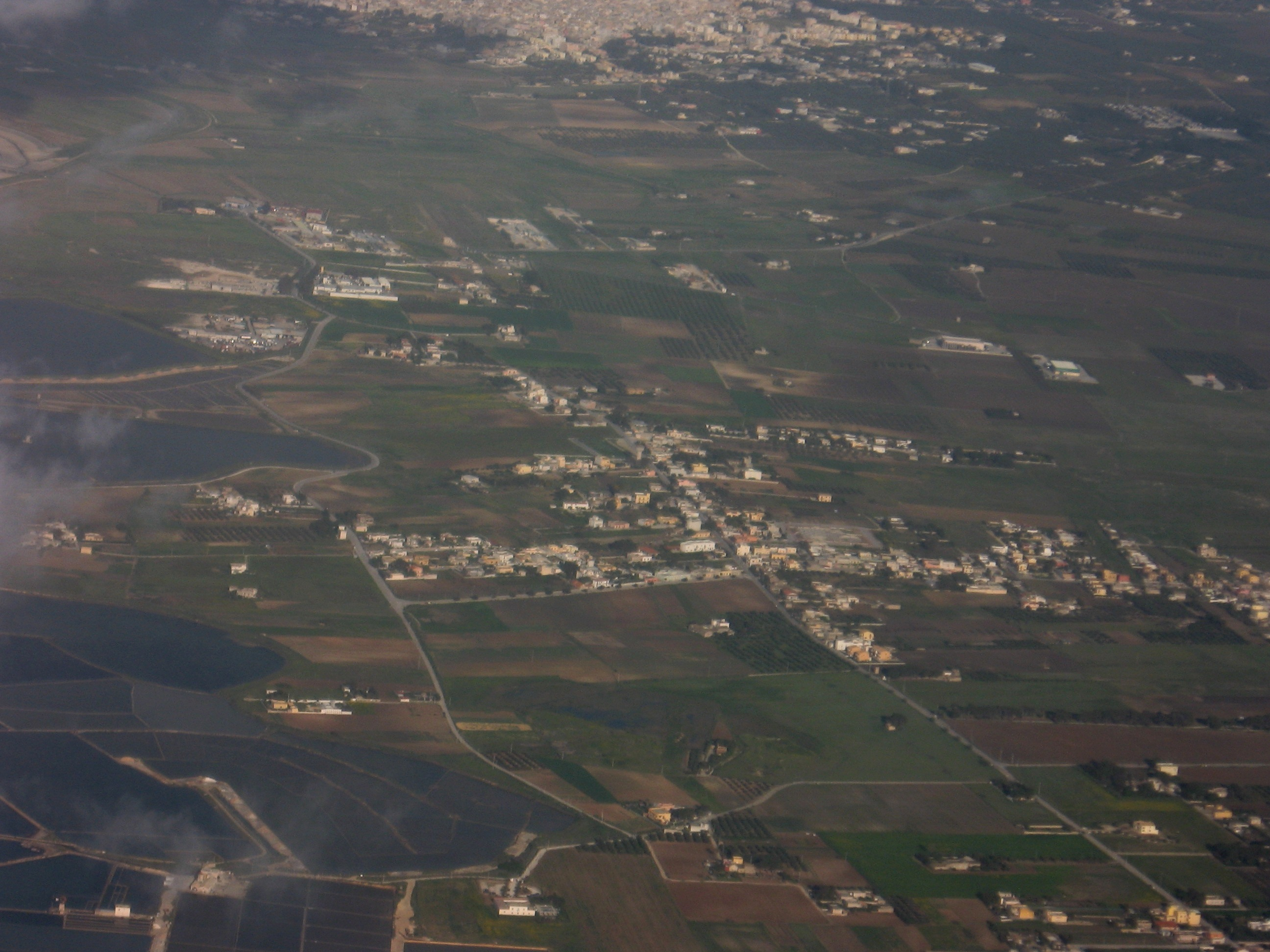
Nubia met op de achtergrond Paceco